# Quasipaa delacouri
Quasipaa delacouri is een kikker uit de familie Dicroglossidae. De soortaanduiding delacouri is een eerbetoon aan de bioloog Jean Théodore Delacour.

## Naamgeving
De soort werd voor het eerst wetenschappelijk beschreven door Fernand Angel in 1928. Oorspronkelijk werd de wetenschappelijke naam Rana delacouri gebruikt, het geslacht Rana wordt tegenwoordig echter tot de familie echte kikkers gerekend. De kikker werd later tot de geslachten Annandia, Chaparana, Paa en Nanorana gerekend. Hierdoor worden in de literatuur verschillende namen gebruikt.

## Verspreiding en habitat
De kikker komt voor in delen van Azië en is voor zover bekend endemisch voor in noordelijk Vietnam.
Mogelijk komt de kikker daarnaast ook voor in Laos en China. De habitat bestaat uit dichte bossen bij stroompjes van 800 tot 900 meter boven zeeniveau. Waarschijnlijk wordt de kikker door de plaatselijke bevolking gegeten en zijn ook ontbossing en vervuiling van oppervlaktewater een bedreiging. Er is echter vrijwel niets bekend over deze soort en ook de beschermingsstatus is niet duidelijk.